# كنيسة القديسة مريم (أرومية)
كنيسة القديسة مريم (بالآراميَّة: ܩܕܝܫܬܐ ܡܪܝܡ ܥܕܬܐ، بالفارسيَّة: کلیسای ننه مریم) هي كنيسة آشورية قديمة تقع في مدينة أرومية بمقاطعة أذربيجان الغربية في إيران. ويعتبر بعض المؤرخين الكنيسة ثاني أقدم كنيسة مسيحية بعد كنيسة المهد في بيت لحم في دولة فلسطين.
يعود المبنى القديم الحالي للكنيسة إلى العصر الساساني وتصميمه الداخلي هو مزيج من الهندسة المعمارية الساسانية والأرسيدية.
يعتقد بعض المؤرخين الآشوريين والمسيحيين أن المبنى كان عبارة عن معبد نار في البداية اعتاد كهنة الديانة الزرادشتية أن يصلوا فيه. وبحسب التقاليد المسيحية خلال وقت ميلاد يسوع، لاحظ ثلاثة من الكهنة أو المجوس نجمًا ساطعًا يتجه نحو الشرق. لقد اعتبروه علامة على ميلاد المسيح المنتظر وسافروا إلى القدس لمقابلته. بعد العودة قاموا بتحويل معبد النار إلى كنيسة. وساهمت أميرة صينية في إعادة بناء الكنيسة في عام 642م، وقد حُفر اسمها على حجر على جدار الكنيسة. كما وصف المسافر الإيطالي الشهير ماركو بولو الكنيسة في زيارته.
قبل فترة وجيزة من الحرب العالمية الأولى، تم تحويل المبنى من قبل الروس إلى كنيسة روسية أرثوذكسية. لتعود لاحقاً إلى سلطة كنيسة المشرق الآشورية. وفي أوائل عقد 1960 تم ترميم الكنيسة القديمة وبنيت كنيسة حديثة مع مستدقة بالقرب من الكنيسة القديمة.